# Sabine Busch
Sabine Busch (Erfurt, 1962. november 21. –) Európa-, és világbajnok német atléta.

## Pályafutása
1982-ben aranyérmet nyert az Európa-bajnokságon a kelet-német négyszer négyszázas váltó tagjaként. Elindult a négyszáz méteres gátfutás számában is, ahol negyedik lett. Egy évvel később, a helsinki világbajnokságon is győzött a váltóval.
1985. szeptember 22-én, Berlinben új világrekordot állított fel négyszáz méter gáton. 53,55-ös időeredménye 1986 augusztusáig élt, amikor is a szovjet Marina Sztyepanova futott jobbat.
1986-ban a stuttgarti Európa-bajnokságon két érmet is szerzett. A váltóval újfent első lett, továbbá Sztyepanova mögött másodikként zárt a négyszáz méteres gátfutás döntőjében. Az 1987-es római világbajnokságon már mind a két számban aranyérmes volt.
1988-ban, Szöulban megszerezte pályafutása egyetlen olimpiai érmét, miután a négyszer négyszázas kelet-német váltóval harmadik lett. Sabine elindult négyszáz gáton is, ahol mindössze egy hellyel maradt le a dobogóról; hat század másodperccel maradt el honfitársától, a végül harmadik Ellen Fiedlertől.

## Egyéni legjobbjai
- 400 méteres síkfutás - 49,24 s (1984)
- 400 méteres gátfutás - 53,24 s (1987)